# نیراوولین
نیراوولین (انگلیسی: Niravoline) این دارو دارای اثرات دیورتیک و آبی است و برای استفاده بالقوه آن برای ادم مغزی و سیروز مورد مطالعه قرار گرفته است.
این دارو اثر دارویی خود را به عنوان آگونیست گیرنده اپیوئیدی کاپا اعمال می‌کند.